# Firnis

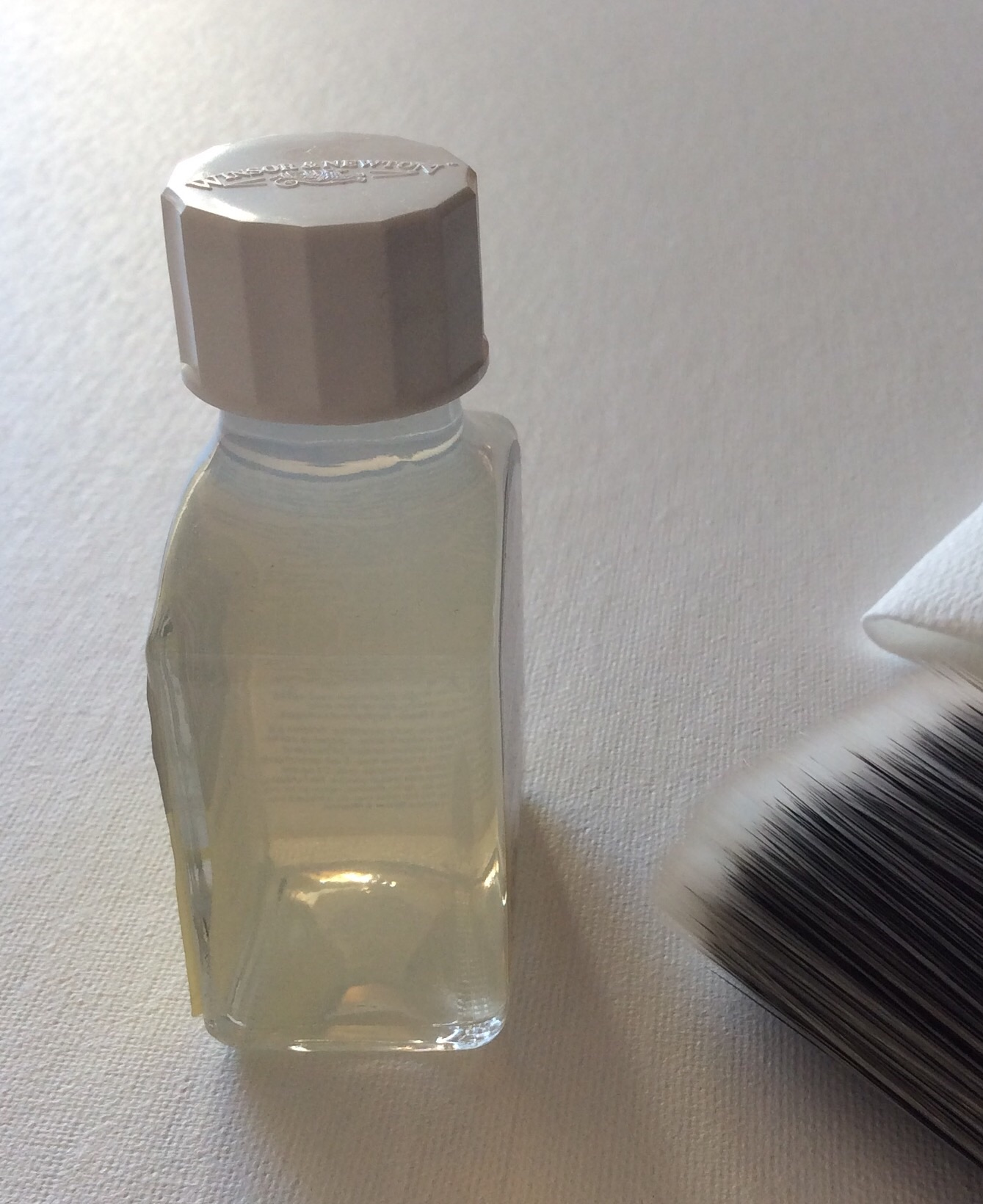
Firnis für Acrylbilder

Als Firnis (Plural Firnisse) wird im Allgemeinen ein klarer Anstrich bezeichnet, der beispielsweise als Überzugsmittel für Malereien und Möbel verwendet wird.
Je nach Fachgebiet, Zusammenhang und Epoche variiert die Verwendung des Begriffs Firnis.
In der Malerei und Gemälderestaurierung wird als Firnis meist ein transparenter Überzug zum Schutz von Gemälden, insbesondere Ölbildern, verstanden, der unterschiedlich zusammengesetzt sein kann:
- Ein Firnis kann aus einem in leichtflüchtigen Lösemittel (Alkohol, Äther, Aceton, Terpentinöl) gelöstem Bindemittel (insbesondere Schellack) bestehen. Er kann aus ästhetischen Gründen oder als Schutzanstrich als letzte Schicht auf eine Malerei aufgetragen werden.[1]
- Im ursprünglichen Sinn bezeichnet Firnis wohl einen fetten Lack bzw. Öllack, zu dessen Herstellung Naturharze in auf 300 °C erhitztem Leinöl gelöst wurden.[2]

In der Anstrichtechnik bezeichnet Leinölfirnis ein Anstrich- und Bindemittel aus mit Trockenstoffen versetztem Leinöl.

## Arten
Im 18. Jahrhundert verstand man unter Firnis alle klaren Überzüge, also sowohl Leinölfirnis als auch Harzlösungen (Schellack in Alkohol) und Wasserfirnisse (Gummi arabicum in Wasser oder einfach Hautleim in Wasser), und somit auch das, was heute als Klarlack oder als Lasur bezeichnet wird. Der Begriff Lack kam erst mit der verstärkten Nutzung von Schellack nach 1800 auf, wobei das Wort Firnis ab dann überwiegend nur noch für spezielle Beschichtungen wie Gemäldefirnis, Leinölfirnis oder als Synonym für Patina verwendet wurde.
Man unterscheidet Firnisse auf Öl-, Harz-, Terpentinöl- und Alkoholbasis. Eine regionale Eigenart ist Firnis aus Chiaöl, das in der mexikanischen Malerei besonders geschätzt ist. Im 19. Jahrhundert verwendeten Künstler auch gerne leicht getönte Firnisse, um neue Gemälde vergilbt und somit älter aussehen zu lassen. Daher der moderne Gebrauch des Begriffs Patina, der ursprünglich lediglich der italienische Begriff für „Firnis“ war.
Auch der in der schwarzfigurigen Vasenmalerei verwendete Tonschlicker (Glanzton) wird in älterer Literatur als Firnis bezeichnet. Der Malschlicker besteht aus dem gleichen Material wie das Gefäß und unterscheidet sich lediglich in der Partikelgröße; erst nach dem Brand erhält er seine schwarze Farbe.

## Etymologie
Firnis (mittelhochdeutsch auch virnīs, lateinisch Vernix) ist abgeleitet vom italienischen vernice, über mittellateinisch veronice (im 8. Jahrhundert auch veronix), vom mittelgriechischen beronike, ausgesprochen veronike, vermutlich von Berenike, dem heutigen Bengasi, einer Stadt in der libyschen Kyrenaika. Von da wurde früher das im Mittelalter auch Bernix genannte Naturharz Sandarak importiert, das ursprünglich bzw. im Mittelalter vorzugsweise als Firnis gebraucht wurde. Ins Deutsche kam der Begriff über das französische Wort für Lack, „le vernis“, von dem auch die „Vernissage“ (Eröffnung einer Kunstausstellung) abgeleitet ist.
Die Herleitung von Firnis oder auch vernis (vgl. mittellateinisch vernisium) von einem angeblichen Eigennamen „Martin Vernis“ ist dagegen falsch. Der Begriff des „Vernis Martin“ bezeichnet alle französischen Lackarbeiten des 18. Jahrhunderts auf Holz (Täfelungen, Kutschen, Möbel, Dosen etc.). Er geht auf die Brüder Martin (Guillaume, † 1749; Etienne-Simon, † 1770; Julian, † 1783 und Robert, † 1766) zurück. Die Brüder Martin entwickelten einen Lack, der auch als „Cipolin“ bezeichnet wurde und zur Imitation von chinesischen und japanischen Lackarbeiten diente. 1730 (1744 erneuert) erhielten Guillaume und Etienne-Simon das Alleinrecht zur Herstellung von „Vernis Martin“.

## Zwischenfirnis
In der Malerei kann es passieren, dass Malgrund oder untere Farbschichten einen Teil des Bindemittels der oberen Malschicht aufsaugen und die obere Schicht dadurch matt erscheint. Durch den Auftrag eines Zwischenfirnis kann der Bindemittelverlust ausgeglichen werden und der gewünschte Glanzgrad eingestellt werden. Der Zwischenfirnis sollte kein Wachs enthalten, da dieses die Haftung von weiteren Farbschichten behindert.

## Schlussfirnis
Der Schlussfirnis wird als oberste Schicht eines Bildes aufgetragen, um den Farbauftrag zu schützen und für eine einheitliche Glanzwirkung zu sorgen. Wenn der Firnis mit Wasser oder einem Lösemittel abwaschbar ist, ohne die darunterliegenden Farbschichten zu beeinträchtigen, kann er später erneuert werden. Ein guter Firnis konserviert das Gemälde und bringt die Farben zur Entfaltung. Er sollte hochtransparent sein und möglichst nicht vergilben.
Verwendet werden insbesondere:
- Mastixfirnis ist der klassische, schwach gelbliche, glänzende Naturharz-Firnis
- Dammarfirnis, Dammar ist ein natürliches Harz. Dammar sorgt für eine hochglänzende Oberfläche mit emailleartigem Tiefenglanz, wie ihn die alten Meister bevorzugten.
- Bienenwachs ist ein natürlicher Konservierungsstoff und sorgt für einen seidenmatten Glanz.
- Kunstharz-Firnis

Mit Ölfarbe gemalte Bilder sollen erst nach dem Durchtrocknen der Farbschichten, was in der Regel wenigstens 8 Monate dauert, mit Firnis behandelt werden.